# El beso mortal
El beso mortal (título original: Kiss Me Deadly) es una película del género noir estadounidense de 1955 dirigida por Robert Aldrich con guion de Aldrich y A.I. Bezzerides. Basada en la novela homónima de Mickey Spillane, la película esta protagonizada por Ralph Meeker en el papel de un detective privado en Los Ángeles que se ve envuelto en un misterio complejo después de recoger a una chica en una carretera.
En 1999, la película fue considerada «cultural, histórica y estéticamente significativa» por la Biblioteca del Congreso de Estados Unidos y seleccionada para su preservación en el National Film Registry.

## Trama
El detective Mike Hammer recoge en la carretera, en plena noche, a una muchacha que huye de un peligro mortal. Poco después son interceptados por los acosadores, unos despiadados matones que, tras torturar y matar a la muchacha y dar una paliza al duro detective, les arrojan por un precipicio. Hammer logra salir indemne, y se dedicará a investigar este misterioso caso.

## Reparto
- Ralph Meeker: Mike Hammer
- Albert Dekker: Dr Soberin
- Paul Stewart: Carl Evello
- Juano Hernández: Eddie Yeager
- Wesley Addy: Capitán Pat Murphy
- Marian Carr: Friday
- Mort Marshall: Ray Diker
- Fortunio Bonanova: Carmen Trivaco
- Strother Martin: Harvey Wallace, el conductor del camión
- Mady Comfort: la cantante del nightclub
- Robert Cornthwaite: agente del FBI
- Maxine Cooper: Velda
- Cloris Leachman: Christina Bailey
- Gaby Rodgers: Gabrielle
- Jack Lambert: Sugar Smallhouse
- Jack Elam: Charlie Max